# Kungsklippan

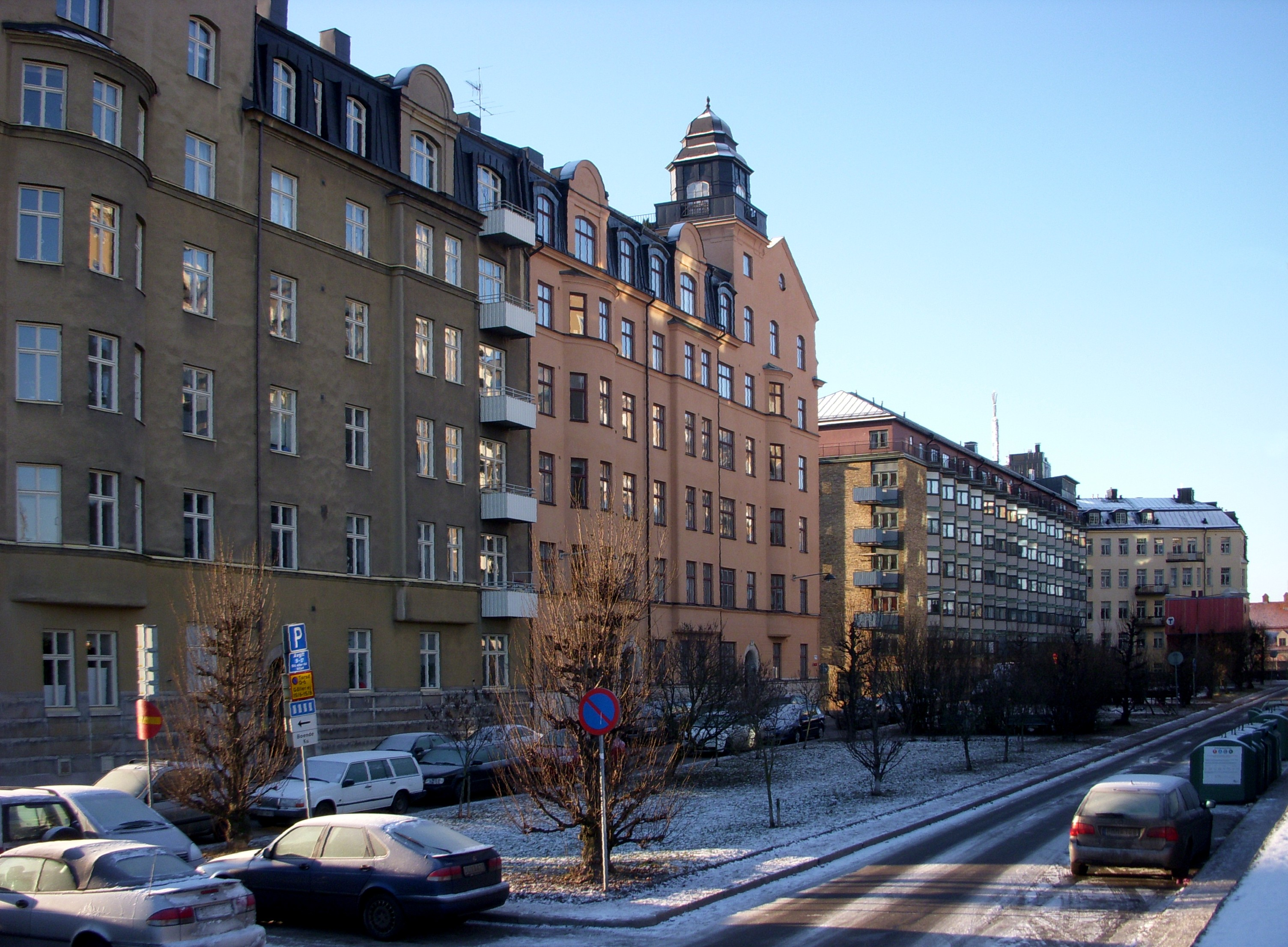
Gatan "Kungsklippan" mot väst, Kvinnornas hus i bakgrunden, efter byggnaden med torn.

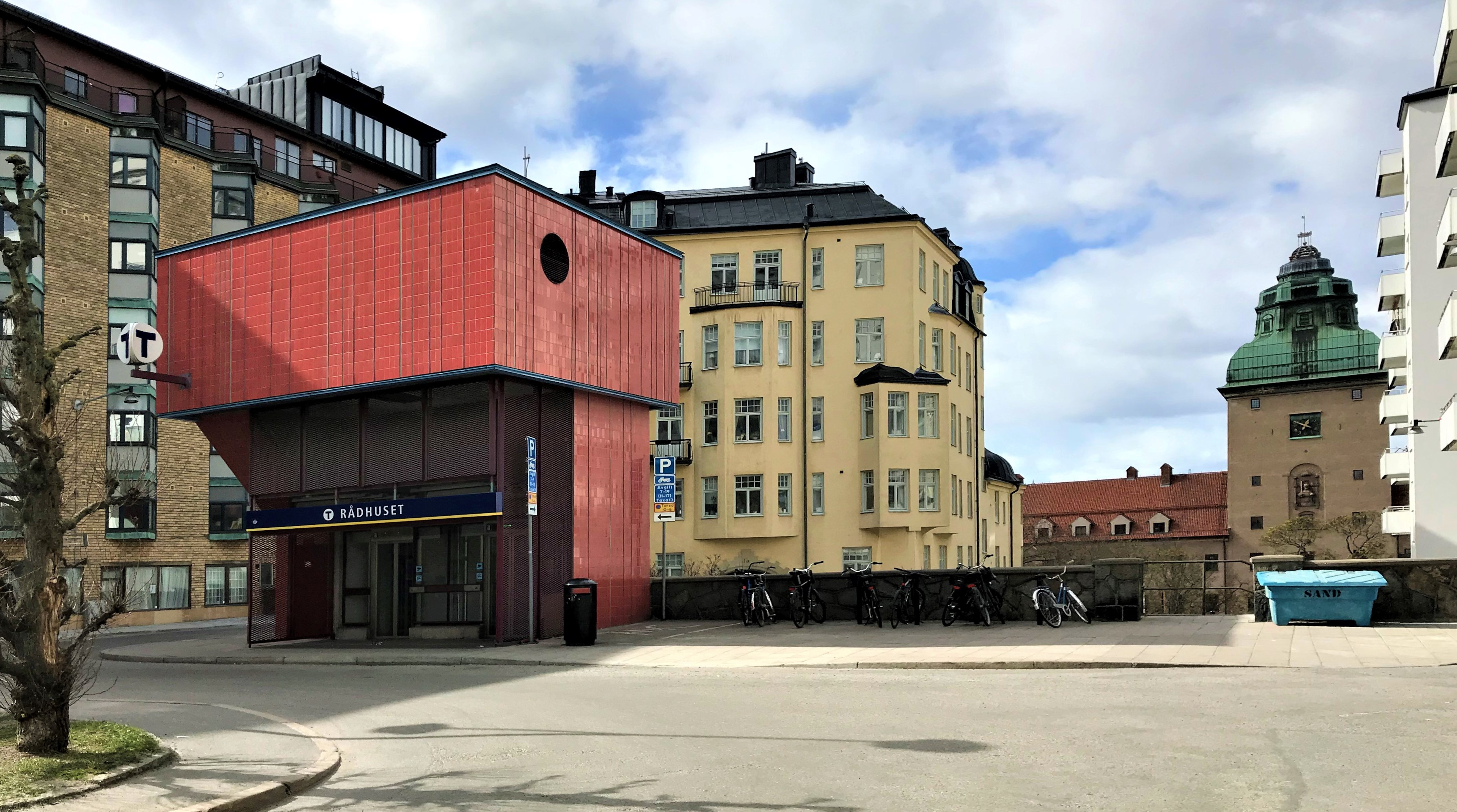
Hiss ner till tunnelbanestationen Rådhuset.

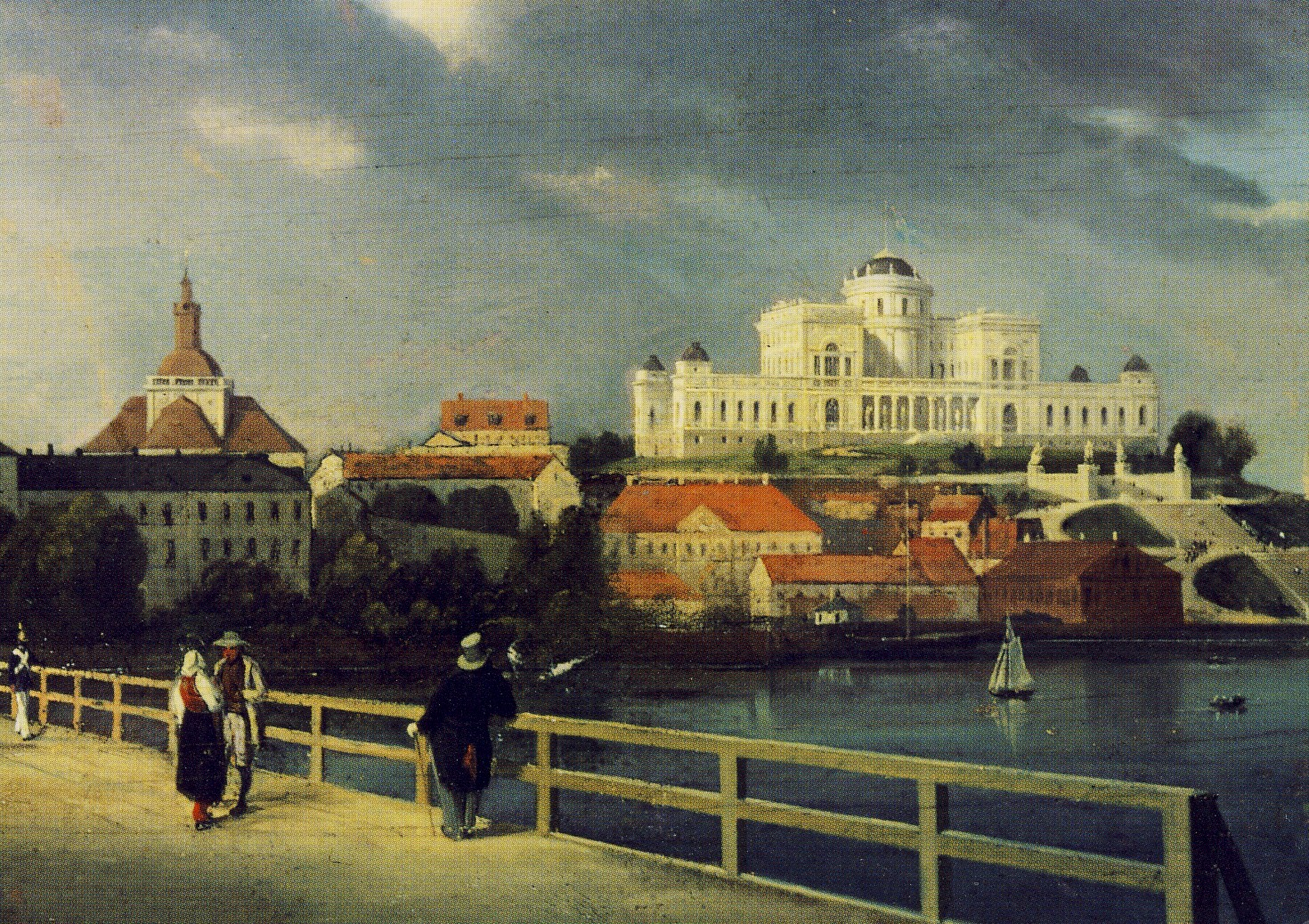
Förslag till Nationalmuseum på Kungsklippan 1845.

Kungsklippan är en gata och ett bostadsområde på Kungsholmen i Stockholm. 

## Gatan Kungsklippan
Gatans namn fastställdes vid Stockholms stora gatunamnrevision 1885 och avsåg "parken i quarteret Bergsklippan större". Parken var då en plantering uppe på bergets topp. Ordet Kungsklippan skapades förmodligen vid namngivningen 1885 och är en kombination av kvartersnamnet Bergsklippan och stadsdelsnamnet Kungsholmen.
I äldre dokument talades det om Berget, Kvarnsberget eller Väderkvarnsberget (1600-tal), i en Stockholmsbeskrivning från 1863 heter det "berget ovanför Kungsholms kyrka". Här stod en stolpkvarn kallad "Lilla Munkan". Kvarnen var från 1600-talet och revs vid 1800-talets mitt. Regleringsplanen över Kungsholmen från 1879 av Albert Lindhagen föreslog vid nuvarande Kungsklippan en långsmal park med plantering i mitten i stil med Kungsholmstorg. Kungsklippan som gata kom till först på 1930-talet i samband med den nya bostadsbebyggelsen och parken blev något mindre.
Några byggnader längs gatan är Stockholms stadsarkiv (nummer 6), med sina sju våningar magasin nere i Kungsklippan, som ursprungligen ritats av bland annat Gunnar Asplund och invigdes 1943. Vidare kan nämnas kollektivhuset Kvinnornas hus (nummer 11) med sina gula tegelfasader indelade av burspråk i glas och koppar, uppförd 1937–1938 av byggmästaren Olle Engkvist efter ritningar av arkitekterna Backström & Reinius. Hela norra sidan av Kungsklippan (nummer 10–26) upptas av HSB:s kända bostadshus från 1930-talet, ritade av Sven Wallander. Området kan nås med tunnelbana till station Rådhuset. Det finns en hiss mellan biljetthallen och Kungsklippan, 46 meter högre upp.

## Bostadsområdet Kungsklippan

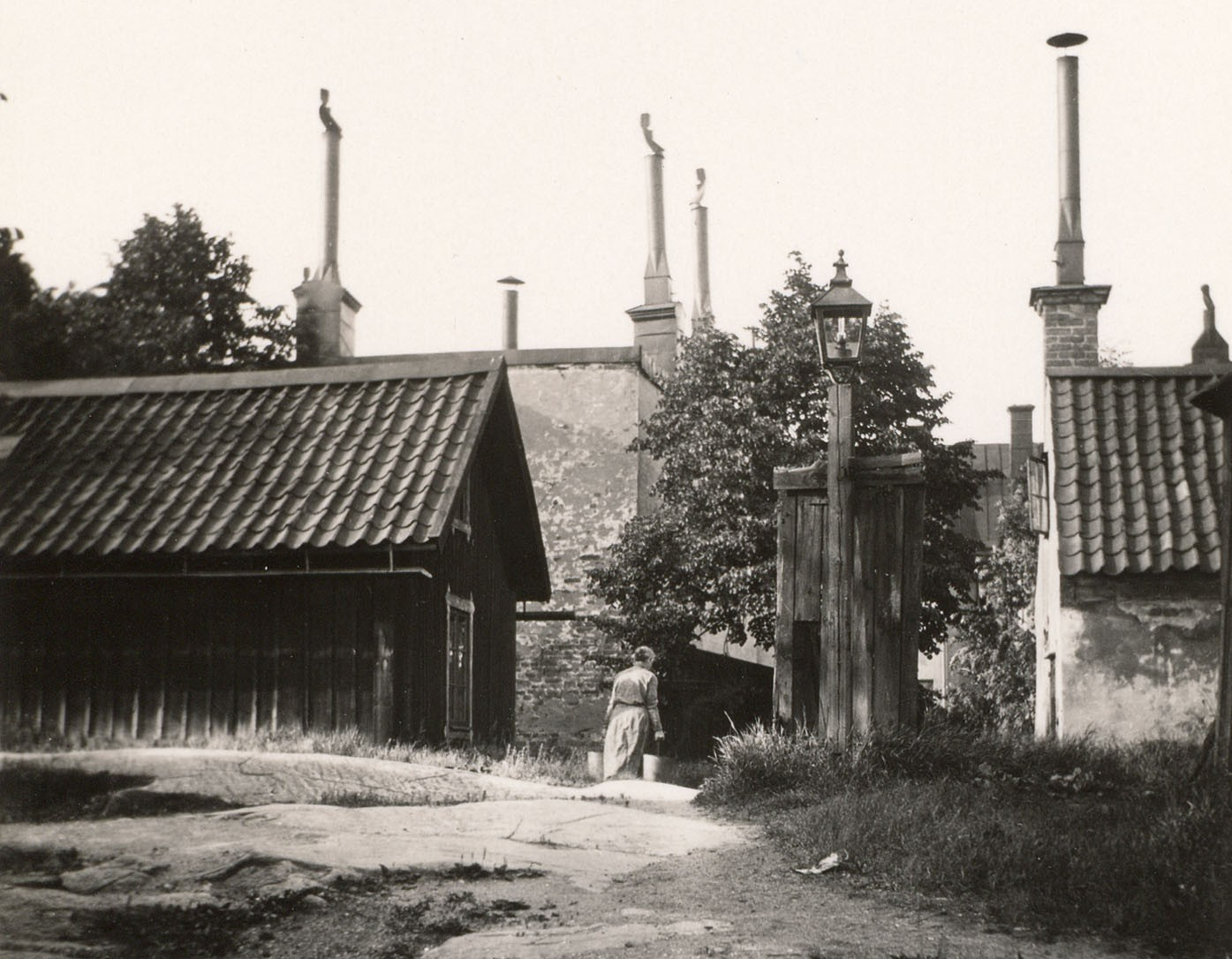
Kungsklippan 1896.

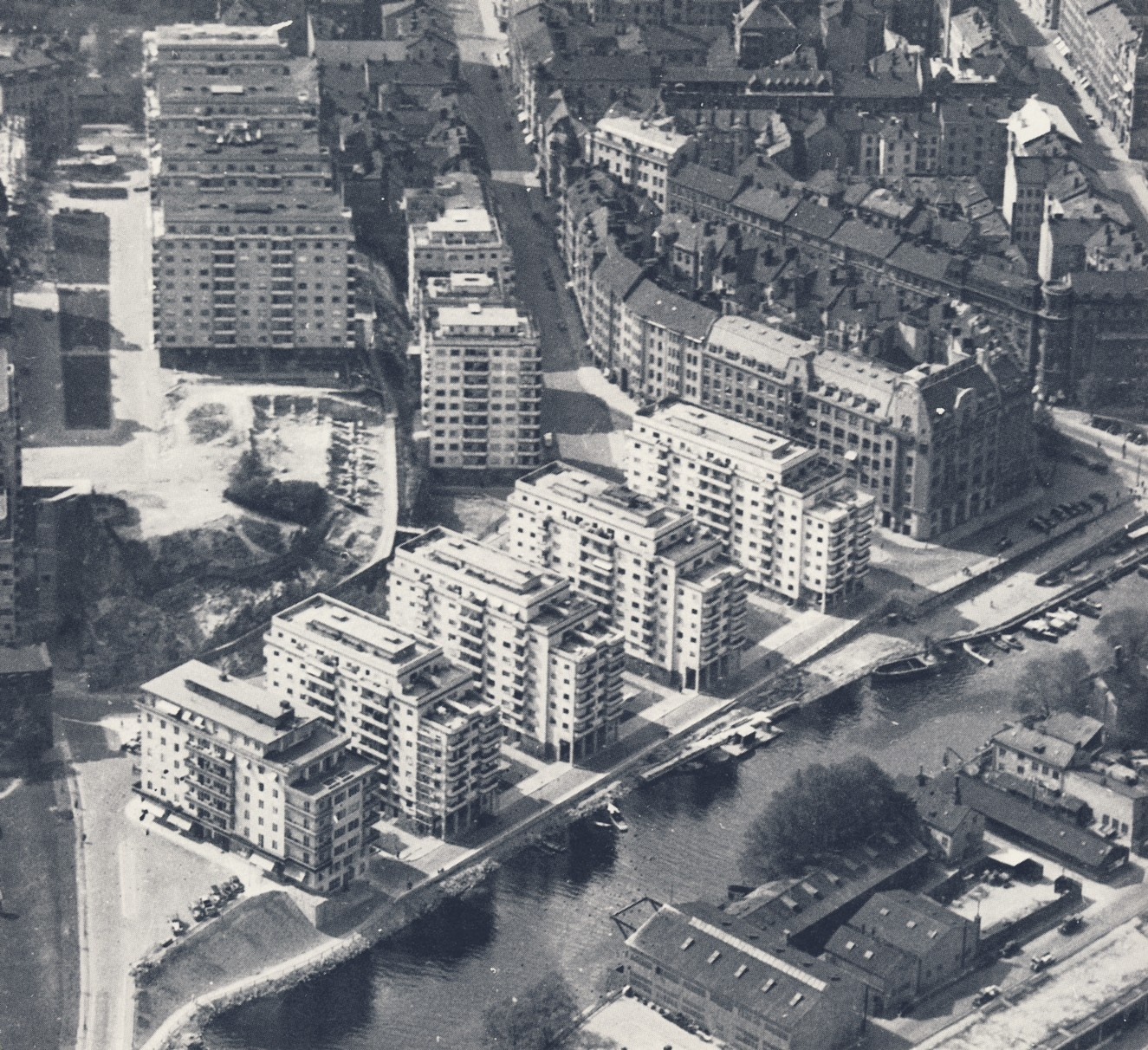
Kungsklippans bostadshus 1936.

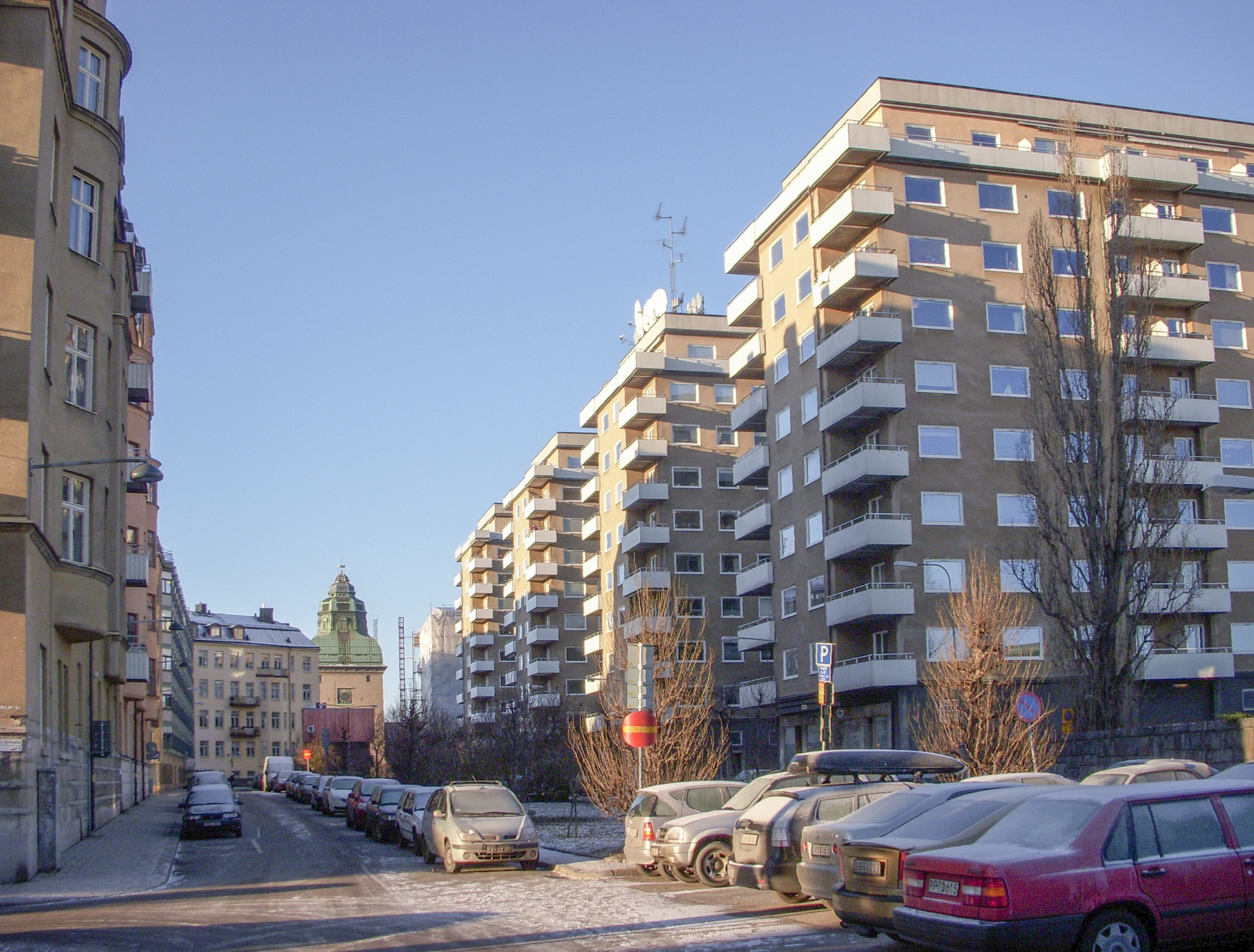
Kungsklippan mot nordväst med HSB-bostadshus.

Kvarnsberget var ett högt beläget område som syntes väl över nästan hela Stockholm. Namnet antyder att det fanns en väderkvarn här uppe, så redovisar även Chartan Öfver Kungsholmen eller Stockholms Wästre Malm från 1754, kvarnen kallades Lilla Munken. På 1840-talet fanns till och med idéer att bygga Sveriges Nationalmuseum på berget, som Carl Stefan von Bennets målning från 1845 visar. Museets nya byggnad kom dock så småningom istället att invigas på Blasieholmen 1866.
Området Kungsklippan var fram 1930-talet en lantlig idyll med små stugor och trädgårdar. De som bodde här arbetade huvudsakligen i Bolinders Mekaniska Verkstäder som fanns nedanför klippan vid Klara sjö. Dit kom man via en lång trätrappa; Kaplans trappa. Trappan finns kvar idag, men med ett modernare utförande i sten. 
På 1930-talet flyttade Bolinders till Kallhäll och hela området röjdes för att bereda plats för nya bostadshus. Här ville HSB och dess verkställande direktör tillika arkitekt Sven Wallander  bygga höga punkthus av tjockhustyp. Att bygga höghus uppe på en klippa förorsakade kritik och dåvarande stadsarkitekt Sigurd Westholm yrkade på avslag. Men genom Wallanders goda kontakter kunde bostadsbygget genomföras.
Han ritade själv de flesta av områdets bostadshus, fyra hus nere på Kungsbro strand vid Klara sjö, fyra uppe vid Kungsklippan och två vid Pipersgatan. Bakom de tre husen vid Kungsholmsgatan och det femte huset vid Klara sjö närmast Klarabergsviadukten låg arkitekt Erik Lallerstedt.  Man byggde i armerad betong, lägenheterna var små men moderna med komplett inredda kök, badrum, balkong och sopnedkast. 1934 var de första husen inflyttningsklara och samtidigt bildades bostadsrättsföreningen Kungsklippan. Idag (2015) är Brf. Kungsklippan  Sveriges näst största bostadsrättsförening med 1031 lägenheter och 44 lokaler.